# Episodi di Fawlty Towers (seconda stagione)
| nº | Titolo originale          | Titolo italiano    | Prima TV UK      | Prima TV Italia |
| -- | ------------------------- | ------------------ | ---------------- | --------------- |
| 1  | Communication Problem     | La signora Richard | 19 febbraio 1979 | 19 aprile 2007  |
| 2  | The Psychiatrist          | SESSO              | 26 febbraio 1979 | 25 aprile 2007  |
| 3  | Waldford Salad            | Waldford Salad     | 5 marzo 1979     | 26 aprile 2007  |
| 4  | The Kipper and the Corpse | La morte           | 12 marzo 1979    | 2 maggio 2007   |
| 5  | The Anniversary           | L'anniversario     | 26 marzo 1979    | 3 maggio 2007   |
| 6  | Basil the Rat             | Basil the Rat      | 25 ottobre 1979  | 9 maggio 2007   |

## La signora Richard
- Titolo originale: Communication Problem
- Diretto da: Bob Spiers
- Scritto da: John Cleese e Connie Booth
- Guest star: Joan Sanderson

### Trama
Una cliente insiste nel dire che le è stata rubata una grande quantità di denaro dalla sua stanza. Basil cerca di indagare... a modo suo.

## SESSO
- Titolo originale: The Psychiatrist
- Diretto da: Bob Spiers
- Scritto da: John Cleese e Connie Booth
- Guest star: Elspet Gray, Nicky Henson, Luan Peters

### Trama
Uno psichiatra e sua moglie sono ospiti dell'albergo, e Basil si convince che Sybil gli stia raccontando tutti i segreti intimi della loro vita.

## Waldford Salad
- Titolo originale: Waldford Salad
- Diretto da: Bob Spiers
- Scritto da: John Cleese e Connie Booth
- Guest star: Bruce Boa, Claire Nielson

### Trama
Un americano e sua moglie ricevono un servizio insoddisfacente al Fawlty Towers quando ordinano un'insalata Waldford, quando ormai la cucina è chiusa.

## La morte
- Titolo originale: The Kipper and the Corpse
- Diretto da: Bob Spiers
- Scritto da: John Cleese e Connie Booth
- Guest star: Geoffrey Palmer

### Trama
Durante la notte, un cliente dell'albergo muore nella sua stanza. Basil non lo sa e, la mattina dopo, cerca a tutti i costi di servirgli la colazione. Intanto, una donna con cocciutaggine insiste che il suo cane riceva il medesimo trattamento da lei ricevuto.

## L'anniversario
- Titolo originale: The Anniversary
- Diretto da: Bob Spiers
- Scritto da: John Cleese e Connie Booth
- Guest star: Ken Campell, Una Stubbs

### Trama
Sybil se ne va proprio poco prima che abbia inizio la festa d'anniversario a sorpresa organizzata da Basil, il quale cerca disperatamente di convincere tutti gli ospiti che sua moglie è assente perché è malata.

## Basil the Rat
- Titolo originale: Basil the Rat
- Diretto da: Bob Spiers
- Scritto da: John Cleese e Connie Booth
- Guest star: John Quarmby

### Trama
Gli ispettori della sanità stanno per arrivare a controllare se il Fawlty Towers è in regola. Perciò Basil dice a Manuel di disfarsi della sua bestiola domestica: un topo di nome... Basil.